# Jeff Foxworthy

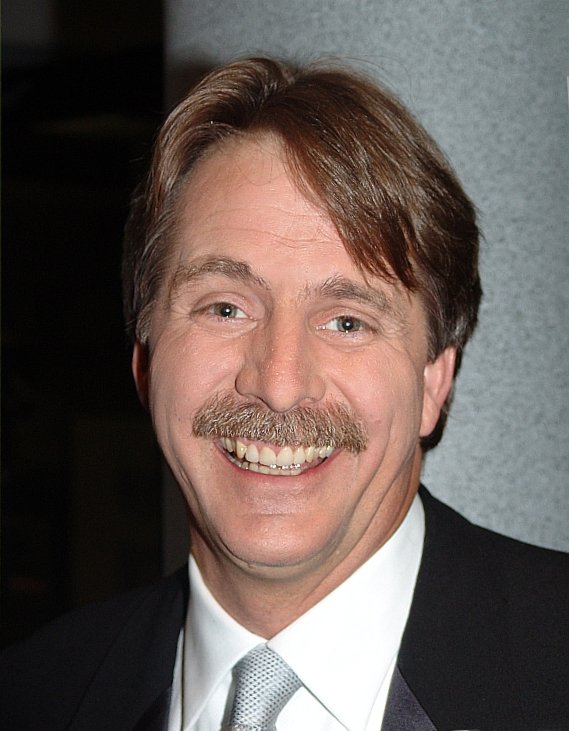
Jeff Foxworthy, 2010

Jeffrey „Jeff“ Marshall Foxworthy (* 6. September 1958 in Atlanta, Georgia) ist ein US-amerikanischer Komiker und Fernsehmoderator.

## Leben
Jeff Foxworthy kommt aus einem baptistisch geprägten Elternhaus. Er besuchte zunächst das Georgia Institute of Technology und war einige Jahre bei IBM beschäftigt. Ab Mitte der 1980er Jahre wurde er in seiner Heimatregion als Stand-up-Comedian bekannt. Markenzeichen seiner Auftritte wurden die selbstironischen Redneck-Witze über die ländliche Unterschicht. In den 1990er Jahren war er im Fernsehen zu sehen und konnte 1995 mit seinem Comedy-Debütalbum Dreifach-Platin erreichen. Zu dieser Zeit hatte er eine eigene Familien-Sitcom, The Jeff Foxworthy Show, die auf ABC und NBC ausgestrahlt wurde.
Ab 2000 war er Bestandteil der erfolgreichen US-Comedy-Tournee Blue Collar Comedy Tour, von der 2004–2006 auch eine TV-Sketch-Show produziert wurde. Ab 2007 war er Moderator der Quizshow Are You Smarter than a 5th Grader? bei Fox. Von 2012 bis 2014 moderierte er The American Bible Challenge, eine Quizshow um biblische Themen.

## Diskografie

### Weitere Alben
- 1996: Crank It Up: The Music Album

### Livealben
- 1993: You Might Be a Redneck If…
- 1995: Games Rednecks Play
- 1998: Totally Committed
- 2000: Big Funny
- 2004: Have Your Loved Ones Spayed or Neutered
- 2012: Them Idiots: Whirled Tour (mit Larry the Cable Guy & Bill Engvall)
- 2017: We’ve Been Thinking (mit Larry the Cable Guy)

### Kompilationen
- 1994: Redneck Test: Vol. 11
- 1995: King of the Rednecks
- 1995: You Might Be a Redneck, Vol. 10
- 1995: Redneck Test: Vol. 43
- 1995: Sold Out Volume 80
- 1995: The Original Volume 79
- 1996: Live, Vol. 9
- 1996: The Ultimate Gift Collection
- 1999: Greatest Bits
- 2003: Best of: Double Wide, Single Minded

### Singles
- 1994: Redneck Stomp
- 1996: Redneck Games

### Videoalben
- 1995: You Might Be a Redneck If… (Videosingle, US: Platin)
- 2004: You Might Be a Redneck If… and Check your Neck (US: ×4Vierfachplatin )
- 2004: Blue Collar Comedy Tour Rides Again (mit Larry The Gable Guy, Bill Engvall und Ron White, US: ×2929-fach-Platin )